# Lajamanu
Lajamanu (früher Hooker Creek) ist ein kleiner Ort im Nordwesten des Northern Territory in Australien. Er liegt am nördlichen Eck des Warlpiri Aboriginal Land in den Ausläufern der Tanamiwüste, 557 Kilometer südwestlich von Katherine (464 Kilometer Luftlinie) und 872 Kilometer südlich von Darwin (653 Kilometer Luftlinie). Der Zensus 2021 ergab 653 Einwohner, davon sind 92,6 % Aborigines.

## Geschichte
Das Gebiet, in dem heute Lajamanu liegt, wurde seit mehr als 40.000 Jahren vom Aborigine-Stamm der Gurindji bewohnt. Durch Projekte der australischen Regierung wurden die Gurindji jedoch umgesiedelt. Später wurden dann – mehr oder weniger zufällig – Warlpiri-Aborigines angesiedelt.
Mitte des 20. Jahrhunderts lebten Warlpiri in Yuendumu. Im Jahr 1948 entschied der Native Affairs Branch (etwa Abteilung für Eingeborenen-Angelegenheiten) der australischen Bundesregierung, sie aufgrund von Dürre- und Überfüllungsbefürchtungen nach Catfish, ein dauerhaftes Wasserloch fast 600 Kilometer nördlich von Yuendumu, umzusiedeln. Der Straßenbaumeister, der mit einem Grader die Straße zu dieser neuen Siedlung anlegen sollte, wurde von zwei Warlpiri-Männern Richtung Catfish gelotst. 150 Kilometer vor ihrem Ziel verloren sie jedoch die Orientierung und kehrten um. Dennoch wurden 25 Warlpiri in einem motorisierten Transport Richtung Catfish geschickt. Auf ihrem Weg dorthin campten sie am Hooker Creek – und da dieser sogar Wasser führte, entschieden sie, dort zu bleiben, anstatt nach Catfish weiter zu reisen.
Im Verlauf der nächsten Jahre wurden 550 weitere Warlpiri von Yuendumu nach Hooker Creek transportiert. Sie waren mit der Trennung von ihren Verwandten und ihrem angestammten Land jedoch so unglücklich, dass sie zu Fuß nach Yuendumu zurückliefen. Auch nach einem erneuten Transport nach Hooker Creek wanderten sie zu ihrem ursprünglichen Wohnort zurück. Erst nach dem dritten Transport blieben sie und akzeptierten Hooker Creek am Nordende der Tanamiwüste als ihr neues Zuhause, auch wenn ihre spirituellen Wurzeln in der südlichen Tanamiwüste verblieben.
In den 1970ern wurde der Lajamanu Council der erste Community Government Council des Northern Territory. 2008 wurde er Teil des Central Desert Shire Council.

## Klima
In diesem Teil des Northern Territory gibt es eine Trocken- und eine Regenzeit: Über 80 Prozent des jährlichen Niederschlags fallen von Dezember bis März, über die restlichen Monate regnet es nur sehr vereinzelt. In den Sommermonaten von September bis April wird es sehr heiß, es herrschen dann Tageshöchsttemperaturen von deutlich über 30 Grad Celsius. Zwar kühlt die Hitze über Nacht etwas aus, es bleibt aber auch dann recht warm (18 bis 24 Grad Celsius Tagestiefsttemperatur). Der Winter, insbesondere Juni/Juli, ist deutlich kälter, allerdings kennzeichnet sich auch diese Zeit mit gemäßigteren Temperaturen zwischen 9 und an die 30 Grad Celsius immer noch als sehr mild.
Die tiefste je gemessene Temperatur betrug −0,1 °C am 27. Juni 1971, die höchste 45,4 °C am 8. Dezember 2009. Mit 171 mm wurde am 30. Januar 2006 der höchste tägliche Niederschlag registriert.
|                       | Jan   | Feb   | Mär  | Apr  | Mai  | Jun  | Jul  | Aug  | Sep  | Okt  | Nov  | Dez  |   |       |
| Mittl. Tagesmax. (°C) | 37,3  | 36,0  | 34,5 | 33,5 | 29,2 | 26,4 | 26,7 | 29,6 | 34,4 | 37,1 | 38,2 | 38,0 | ⌀ | 33,4  |
| Mittl. Tagesmin. (°C) | 24,1  | 23,5  | 22,0 | 18,0 | 13,3 | 9,5  | 9,0  | 11,0 | 16,5 | 20,4 | 23,0 | 24,1 | ⌀ | 17,8  |
|                       |       |       |      |      |      |      |      |      |      |      |      |      |   |       |
| Niederschlag (mm)     | 141,5 | 147,7 | 84,6 | 14,8 | 9,0  | 4,3  | 3,9  | 0,8  | 4,3  | 20,3 | 31,0 | 76,2 | Σ | 538,4 |
|                       |       |       |      |      |      |      |      |      |      |      |      |      |   |       |
| Regentage (d)         | 9,1   | 9,0   | 6,0  | 1,8  | 1,5  | 0,6  | 0,6  | 0,5  | 1,1  | 3,0  | 4,7  | 7,4  | Σ | 45,3  |

| 24,1 |

| 23,5 |

| 22,0 |

| 18,0 |

| 13,3 |

| 9,5 |

| 9,0 |

| 11,0 |

| 16,5 |

| 20,4 |

| 23,0 |

| 24,1 |

| 24,1 |

| 23,5 |

| 22,0 |

| 18,0 |

| 13,3 |

| 9,5 |

| 9,0 |

| 11,0 |

| 16,5 |

| 20,4 |

| 23,0 |

| 24,1 |

| N i e d e r s c h l a g | 141,5 | 147,7 | 84,6 | 14,8 | 9,0 | 4,3 | 3,9 | 0,8 | 4,3 | 20,3 | 31,0 | 76,2 |
|                         | Jan   | Feb   | Mär  | Apr  | Mai | Jun | Jul | Aug | Sep | Okt  | Nov  | Dez  |

## Sprache
Die Mehrheit der Einwohner spricht Warlpiri (87,9 %). Der Ort wurde im Jahr 2013 weit bekannt, als die Linguistin Carmen O’Shanessy das Entstehen einer neuen Sprache, Light warlpiri, beschrieben hatte.

## Verkehr
Aufgrund der abgeschiedenen Lage fernab von größeren Städten ist Lajamanu relativ schwierig zu erreichen. Eine Straßenanbindung besteht über eine 110 Kilometer lange Schotterpiste, die zum Buntine Highway führt. Nach 323 Kilometern mündet dieser in den Victoria Highway, der als Teil des National Highway 1 die weitere Anbindung Richtung Katherine und Darwin (via Stuart Highway) bzw. nach Western Australia darstellt.
Mit dem Hooker Creek Airport verfügt Lajamanu über eine 1560 Meter lange geschotterte Landebahn. Die Flugzeit beträgt ein bis zwei Stunden von Katherine und zweieinhalb Stunden von Darwin. Flüge werden von den Airlines Airnorth und Lajamanu Janami Air angeboten; außerdem verkehrt zweimal wöchentlich ein Postflugzeug mit Passagier-Transportmöglichkeiten.